# Rauhes Haus (métro de Hambourg)
Rauhes Haus (en allemand : U-Bahnhof Rauhes Haus) est une station de la ligne U2 et de la ligne U4 du métro de Hambourg. Elle se situe dans le quartier de Hamm, dans l'arrondissement de Mitte. Le monument qui lui donne son nom, se situe à environ 200 mètres à l'est de la station de métro, dans le quartier voisin de Horn.

## Situation sur le réseau

Plans des lignes
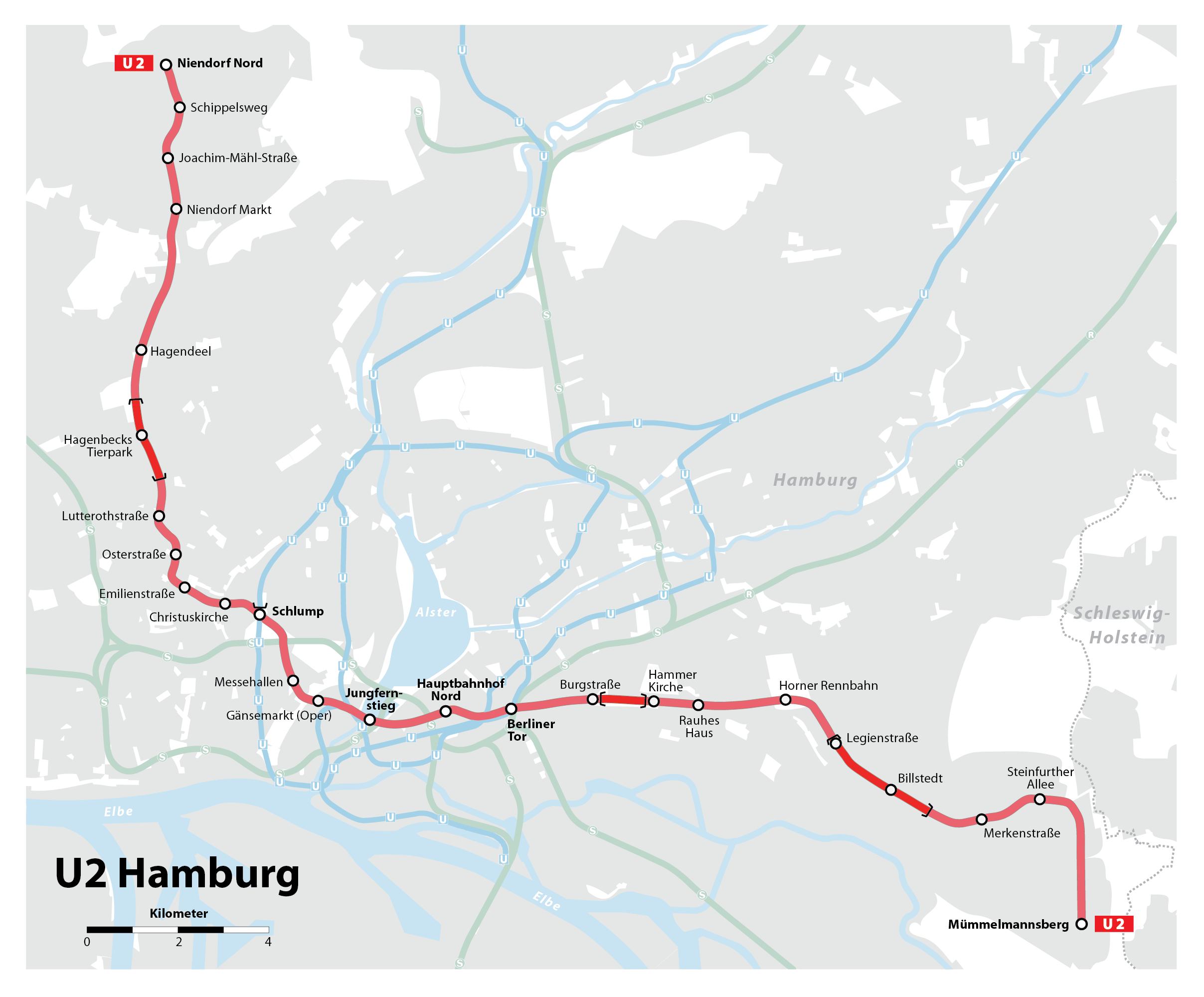
Ligne U2.
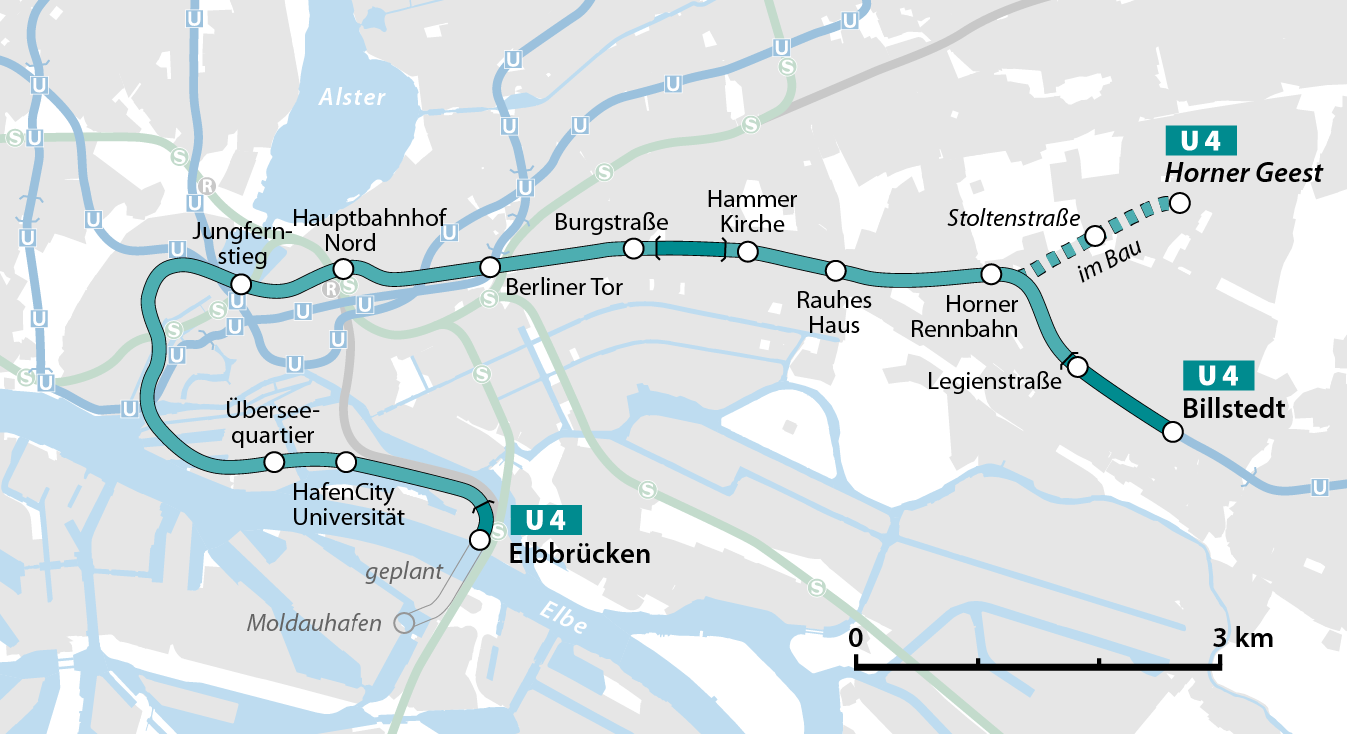
Ligne U4.